# Liste der Monuments historiques in Miré
Die Liste der Monuments historiques in Miré führt die Monuments historiques in der französischen Gemeinde Miré auf.

## Liste der Bauwerke
| Bezeichnung                  | Beschreibung                       | Standort | Kennzeichnung | Schutzstatus | Datum | Bild           |
| ---------------------------- | ---------------------------------- | -------- | ------------- | ------------ | ----- | -------------- |
| Kirche St-Mélaine            | Erbaut ab dem 11. Jahrhundert      | (Lage)   | PA00109187    | Inscrit      | 1984  | weitere Bilder |
| Logis de Crémaillé la Roche  | Haus, erbaut im 15. Jahrhundert    | (Lage)   | PA49000003    | Inscrit      | 1996  |                |
| Château de Vaux              | Schloss, erbaut im 15. Jahrhundert | (Lage)   | PA00109185    | Classé       | 1977  |                |
| Dolmen de la Maison des Fées | Neolithikum                        | (Lage)   | PA00109186    | Classé       | 1911  |                |